# Топонимия Таджикистана
Топонимия Таджикистана — совокупность географических названий, включающая наименования природных и культурных объектов на территории Таджикистана. Структура и состав топонимии обусловлены географическим положением и богатой историей страны.

## Название страны
Название «Таджикистан» (тадж. Тоҷикистон; перс. تاجیکستان‎ — Тоҷикисто́н — «страна таджиков») происходит от самоназвания таджиков и суффикса -истан / -стан, с помощью которого образуются названия стран и местностей проживания
народа, указанного в первой части топонима. Название появилось в 1924 году в результате национально-территориального размежевания Средней Азии и создания Таджикской Автономной Советской Социалистической Республики в составе Узбекской ССР (в 1929—1991 годах — Таджикская Советская Социалистическая Республика). 9 сентября 1991 года на внеочередной сессии Верховного Совета Таджикской ССР было принято Заявление и Постановление «О государственной независимости Республики Таджикистан», а 6 ноября 1994 году на всенародном референдуме была принята Конституция, статья 1 которой утвердила равнозначность названий «Республика Таджикистан» и «Таджикистан».
Территория современного Таджикистана в различные периоды истории входила в состав многих государственных формирований, таких как Бактрия,Согдиана, государство Саманидов,Гуридский султанат и многих других.
Предки таджиков называли свою страну «Aryānam Vaeja». Это название происходит от древнеиранского aryanam" и авест. airyanam (на среднеперсидском — Erān, на таджикском — Эрон) и означает «Страна Ариев». Предполагается, что в эпоху Ахеменидов (550—327 годы до н. э.) понятие «Aryānam Vaeja» трансформировалось в «Aryānam Xšaθram» — «Государство Ариев». Арийские племена (арьи, ед. ч. — «Ариец» — арья; от авестийского слова aria и иранского ariya — «благородный», «чистый») — название древних индоиранских племён, которые в начале II тысячелетия до н. э. отделились от индоевропейских племён и переселились в Центральную Азию (Айиряна Ваэджа (авест.) — «арийский простор, страна»). В конце II тыс. до н. э. часть индоиранских племён переселилась в земли современного Ирана и Северной Индии. В исторических источниках арийцы (арьи, aria) упоминаются как предки народов государств Ариана, Туран, Древняя Бактрия, Согд, Хорезм, Персия, Мидия и Хорасан.

## Формирование и состав топонимии
По оценкам В. А. Жучкевича, топонимия Таджикистана достаточно сложна в силу следующих причин:
- лингвистического фактора — таджикский язык относится к иранской языковой группе, в отличие от языков других народов Средней Азии, преимущественно тюркских;
- распространения в стране, наряду с таджикским, других языков — юго-восточная часть Памира населена киргизами, горная часть Южного Таджикистана и Западный Памир — носителями памирской группы иранских языков (ваханского, язгулямского, шугнанского, рушанского, бартангского, ягнобского и других);
- сложности территориального устройства страны — территория сильно расчленена, границы извилисты, в силу чего близкими соседями могут оказаться носители различных языковых групп;
- наличия в стране древнейших поселений, чьи топонимы возникли до формирования таджикского языка, что делает их изучение чрезвычайно проблематичным[8].

Кроме того, как отмечает А. Л. Хромов, не всегда легко решить вопрос о языковой принадлежности того или иного таджикского топонима. Это связано с лексико-фонетическими особенностями иранских языков. Например, в согдийском и персидском (таджикском) языках имелся ряд омофонов, о которых нельзя сказать с определённостью, являются они заимствованиями из согдийского в персидский или наоборот, или же они являются общим наследством в обоих языках.
Современная топонимия Таджикистана состоит из пластов различного возраста и языкового происхождения. А. Л. Хромов выделяет в ней следующие топонимические слои:
1. таджикский;
2. памирский;
3. ягнобский;
4. тюркский (узбекский и киргизский);
5. русский;
6. субстратный (согдийский и, вероятно, бактрийский)[10].

Самым многочисленным является таджикский топонимический пласт. А. Л. Хромов выделяет в нём 4 подтипа:
1. топонимы с ничем не осложнённой основой — существительным: Агба, Бароз, Ангор, Корес, Кутал, Тагоб, Чашма;
2. топонимы-композиты: здесь, как и в ягнобской топонимии, преобладает двуосновность: Говхуна, Калкух, Кафтархона, Офтобру, Пулбог, Селтуда, Гурхона, Девсанг, Депаст. Таджикские топонимы-композиты, в отличие от ягнобских, могут состоять из существительного и основы настоящего или прошедшего времени глагола: Барратарош, Барфгир, Говхуфт, Санграв, Санпар, Селкан, Такапар, Девонакуш, Харкуш, Харборкун, Кушкорхуфт, Хусанкуш, Чункаm. Встречаются также композиты, состоящие из числительного и существительного:Дунов, Чилхамма, Чилоб, Дуошук;
3. топонимы-словосочетания;· здесь встречается, как правило, изафетная конструкция, в которую могут входить существительные, прилагательные и реже — причастия прошедшего времени: Барози пойон, Барози кампирак, Боги Олим, Гузари боло, Гури Шамс, Дamти нав, Дamти Назар, Мури йах, Мури сада, Мури теа, Нови бед, Нови бурс, Нови борик, Бурси навишта, Мури кайкак паридаги, Мури Курумбой паридаги;
4. топонимы с основой, осложнённой топоформантом. В таджикской топонимии используются следующие топоформанты:

- -а: Борикраха, Бурснова, Дуоба, Дураха, Дупула, Дусанга, Душаха, 3имистона, 3иранова, Загоба, Йагдара, Курнова, Маноршаха, Нова, Обраха, Сарщаха, Себурса, Себеда, Сийанова, Тармоба, Тагнова, Чакканова, Чошнова, Хазорнова, Дуровута, Йаксутуна;
- -ак: Барфистак, Бедак, Бурсак, Даврак, Даштак, 3аминак, 3иркак, Кaмapaк, Кубидак, Мачитак, Ремак, Савзидорак, Каландарак, Хавзак, Хулбуйак;
- -и: Буралафи, Мугоки, Пики, Сурхи, Танги, Чими, Чори, Пишкаши, Писи, Самари, Сипити, Хоксурхи, Шохоби;
- -зор, -сор: Буттазор, 3агутазор, Кукотизор, Лолазор, Маачиракзор, Maторop, Магзор, Новзор, Ровазор, Сиракзор,  Кухсор, Чашмасор;
- -он (ён), -ун: Седодарийон, Сайрон, Лулийон, Пастун, Тиргарон, Хулолон, Чуйбонон, Вигнун, Доракун, Капкийон, Мурчийон, Килбозон, Шугнон, Рушон, Зарафшон, Хатлон, Кубодиён, Миразиён;
- -(х) о: Даштако, 3аминако, Кандахо, Качгуто, Кулако, Куло, Муро, Нармахо, Новахо, Остунахо, Оштонако, Сафедорако, Себако, Село, Сухтахо, Сухтабарахо, Технико, Тобасанко, Тудахо, Уштурсанго, Хирмано, Хорако, Шаррахо, Галанко;
- -вара, -бара: 3ирквара, Катвара, Хорбара, Чигрибара, Чукривара, Шунчивара, Газвара, Охчирвара, Гулвара, 3ангорвара, Ловара, Мангвара, Найвара, Maчвapa, Шухлавара, Шикорвара;
- -дара: Чильдара, Хубдара  Тавильдара, Хойдара, Кахдара;
- -(и)стон: Дористон, Каткистун, Мушистон, Хишобистон, Хористон, Чукуристон;
- -ги: Дувобги, Молги, Новаги, Дуноуги, Косаги;
- -обод: 3иробод, Навобод, Хайробот, Новобод, 3улмобот;
- -дон, дун: Йахдон, Регдун, Хумдон[11].
- -(х,ш)арв, -шор: Муджихарв, Сабзихарв, Ушхарв, Хидошор, Висхарв, Пшихарв, Пошхарв, Рохарв, Техарв, Техарв, Рошорв, Хидошарв, Шитхарв, Обхарв.

Большинство перечисленных топоформантов восходит к соответствующим словообразовательным суффиксам таджикского языка, исключение составляют топоформанты -он, -(х)о, -вара, -обод.
Тюркская топонимия встречается в Таджикистане почти всюду, с наибольшими «сгущениями» севернее Туркестанского хре6та, в Гиссарской и Вахшской долинах, а также на Восточном Памире; памирский топонимический слой отмечен на Западном Памире, в Вандже и Дарвазе; ягнобский — в долине реки Ягноб, в северных частях Варзобского ущелья и Рамита.
Свои особенности имеет топонимия горного Таджикистана, что отмечал, в частности, известный исследователь Памира А. П. Федченко в своих заметках: «Названия гор, а отчасти и рек, составляли для меня в моих путешествиях постоянный источник путаницы. Не только селения, лежащие на противоположных сторонах, называют одну и ту же гору различными именами, но разные имена даются даже рядом лежащими селениями». Эти особенности обусловлены тем, что местной топонимической номенклатуре в общем не присущи названия гор в крупном плане, зато имеется масса локальных имен, привязанных к различным участкам местности на склонах одной горы или в пределах одного ущелья. Что касается местной гидронимии, крупные торные реки, русла которых образуют долины, местное население обычно называет просто «дайро» (река), а мелкие притоки вообще не имеют названий. Обычно в таких случаях говорят: «Вода такого-то ущелья» («Оби фалон талоб»).
Русскоязычный топонимический пласт в Таджикистане является малочисленным и нестабильным, в нём, в свою очередь, можно выделить два хронологических подслоя: крайне малочисленный дореволюционный (таких топонимов остались единицы, в частности село Приданово Согдийской области), и подслой советского периода, где преобладали топонимы соответствующей идеологической «окраски»: Ваxшстрой, Пролетарск, Чкаловск и т д. Ряд населённых пунктов в 1920—1930-х годах был назван в честь руководящих деятелей партии и переименовывался в соответствии с изменениями в политической ситуации: так, столица республики, город Душанбе, в 1924—1929 годах официально назывался Дюшамбе, в 1929 году переименован в Сталинабад, а в 1961 году городу было возвращено первоначальное название — Душанбе; город Ходжент в 1936 году был переименован в Ленинабад, а в 1991 году — в Худжант; город Дусти в 1938—1957 годах носил название Молотовабад; посёлок Балх до 1957 года именовался Кагановичабад, с 1957 — Колхозабад, а в 2017 переименован в Балх; посёлок Дарбанд в 1936 году был переименован в Комсомолабад (и, соответственно, Дарбандский район — в Комсомолабадский), в 1991 году — вновь переименован в Дарбандский район, а в 2003 — в Нурабадский район.
Наряду с ойконимией, политически обусловленные изменения затронули и оронимию: так, самая высокая вершина СССР, расположенная на Памире, в 1932 году получила название «Пик Сталина», в 1962 году переименована в «Пик Коммунизма», а в 1998 — в Пик Исмоила Сомони, в 2006 году Пик Ленина и Пик Революции стали, соответственно, пиком имени Абу али ибн Сины и пиком Независимости (тадж. Қуллаи Истиқлол).

## Топонимическая политика
Правовой основой топонимической политики Таджикистана в настоящее время являются законы «О наименованиях географических объектов» (2006) и «О государственном языке Республики Таджикистан» (2009). Статья 7 Закона о географических названиях устанавливает порядок присвоения наименований географическим объектам и переименование географических объектов, а п. 2 статьи 19 Закона о государственном языке провозглашает: «Республика Таджикистан обеспечивает восстановление и защиту исторических наименований местностей на территории республики». В то же время проведение топонимической политики, включая массовые переименования населённых пунктов, осуществляемые без консультаций со специалистами, вызывает критику со стороны общественности.
В период 1992—2018 годов в Таджикистане было переименовано 10 городов из 18 (55,5 %), по удельному весу переименованных городов Таджикистан занимает первое место на постсоветском пространстве. От немногочисленных советских и русских топонимов в Таджикистане избавились уже к середине 1990-х годов (только Чкаловск был переменован в Бустон в 2016 году), и с тех пор, по экспертным оценкам, основным мотивом переименований стало стремление к красоте, благозвучности и идеологической «значимости» топонимов. Так, по сообщению «Радио Озоди», на 2016 год в стране насчитывалось 25 населённых пунктов с названием Истиклол («Независимость»), 31 — Вахдат («Единство») и 41 — Гулистон («Цветущая страна»). Предложения о переименованиях крупных объектов в Таджикистане санкционируются, а иногда и инициируются лично президентом Рахмоном.
В 2022 году 46 населённых пунктов района Лахш, имеющих киргизскую этимологию, были переименованы, что составило 85 % всех его населённых пунктов.